# Wasted in America
Albums de Love/Hate
Blackout In The Red Room
(1990) Let's Rumble
(1993)
Singles
1. Evil Twin
Sortie : novembre 1991
2. Wasted in America
Sortie : mars 1992

Wasted in America est le second album du groupe californien Love/Hate. Il est sorti en 1992 sur le label Columbia Records et a été produit par John Jansen. 

## Historique
Cet album a été enregistré principalement à New York où le label Columbia avait loué au groupe un loft dans le Lower East Side de Manhattan. L'enregistrement fut particulièrement pénible, le groupe souffrant de gueules de bois récurrentes, à la suite des nombreuses partys que le groupe donnait dans son loft. Le budget pour l'enregistrement de l'album s'élevait à 250 000 $, mais l'album ne se vendit qu'à 200 000 exemplaires dans le monde entier. La tournée anglaise en compagnie de Skid Row fut un succès, Love/Hate pouvant jouer dans des grandes salles. Le bassiste du groupe, Skid est aussi l'auteur du dessin de la pochette.
Il ne se classa pas dans les charts américains mais eu plus de succès au Royaume-Uni où il se classa à la 20e place. Les deux singles Evil Twin (59e) et Wasted in America(38e) y firent aussi leur apparition.

## Liste des titres
Tous les titres sont signés par Skid sauf indication.
| No  | Titre                      | Durée |
| --- | -------------------------- | ----- |
| 1.  | Wasted in America          | 3:55  |
| 2.  | Spit                       | 2:55  |
| 3.  | Miss America               | 3:30  |
| 4.  | Cream (Skid / Jizzy Pearl) | 4:28  |
| 5.  | Yucca Man                  | 2:56  |
| 6.  | Happy Hour                 | 3:29  |
| 7.  | Tranquilizer               | 3:55  |
| 8.  | Time's Up                  | 3:39  |
| 9.  | Don't Fuck With Me         | 3:26  |
| 10. | Don't Be Afraid            | 4:33  |
| 11. | Social Sidewinder          | 3:35  |
| 12. | Evil Twin                  | 4:00  |

## Musiciens
- Jizzy Pearl : chant.
- Skid : basse, chœurs.
- Jon E. Love : guitares, sitar, chœurs.
- Joey Gold : batterie, percussion.

## Musicien additionnel
- Peter Wood : orgue Hammond sur Miss America et Time's Up.

## Charts
Album
| Pays        | Durée du classement | Meilleur classement |
| ----------- | ------------------- | ------------------- |
| Royaume-Uni | 4 semaines          | 20e                 |

Singles
| Date       | Pays        | Titre             | Classement |
| ---------- | ----------- | ----------------- | ---------- |
| 30/11/1991 | Royaume-Uni | Evil Twin         | 59e        |
| 04/04/1992 | Royaume-Uni | Wasted in America | 38e        |